# Hieracium dolichosphaericum
Hieracium dolichosphaericum es una especie de planta con flor del género Hieracium, de la familia Asteraceae, orden Asterales.

## Distribución
Hieracium dolichosphaericum se distribuye por Noruega y Suecia.

## Taxonomía
Fue descrita científicamente por (Zahn) Greuter. Fue publicada en Willdenowia.